# Lancôme (cosmétique)
Pour les articles homonymes, voir Lancôme.
 (janvier 2019).
Si vous disposez d'ouvrages ou d'articles de référence ou si vous connaissez des sites web de qualité traitant du thème abordé ici, merci de compléter l'article en donnant les références utiles à sa vérifiabilité et en les liant à la section « Notes et références ».
Lancôme est une marque de cosmétiques et de produits de luxe créée le 21 février 1935 par Armand Petitjean, parfumeur à Paris. Le nom est choisi pour sa sonorité « bien française » (comme Vendôme ou Brantôme). La marque appartient à la société en nom collectif Lancôme Parfums et Beauté et Compagnie, qui fait partie du groupe l'Oréal, coté en bourse.

## Historique
À la mort de François Coty pour lequel il travaillait, Armand Petitjean quitte la maison Coty avec l'objectif de créer sa propre marque de parfums et cosmétiques. Dans sa propriété des Vallières à Ville-d'Avray, il mobilise une petite équipe : les frères d'Ornano pour l'aspect commercial, Georges Delhomme, créateur des flacons, Pierre Vélon, chimiste, et Edouard Breckenridge, juriste.

Le logo de Lancôme en 1935 avec la rose, l'angelot et la fleur de lotus.

La dénomination Lancôme vient du château de Lancosme, situé dans l'Indre et de la place Vendôme. Armand Petitjean choisit comme emblèmes la rose (pour le parfum), l'angelot (pour le maquillage) et la fleur de lotus (pour le soin).
La marque est lancée avec la création de cinq parfums présentés au cours de l'Exposition universelle de 1935 à Bruxelles : Tropiques, Tendres Nuits, Kypre, Bocages et Conquête.
L'usine est installée à Courbevoie et la boutique, elle, ouvre au 29 rue du Faubourg-Saint-Honoré à Paris.
En 1942, Armand Petitjean installe l'école Lancôme au 9 boulevard des Italiens dans le 2e arrondissement de Paris. Elle est destinée à former les techniciennes dont la mission consiste à conquérir de nouveaux marchés dans le monde entier.
Lors de l'Exposition universelle de 1958 à Bruxelles, Lancôme reçoit une médaille d'or et un diplôme d'honneur.
En 1961, Armand Petitjean cède la direction de la société à son fils Armand-Marcel Petitjean, qui la revend à L'Oréal, en 1964. Depuis cette date, Lancôme fait partie du groupe L'Oréal au sein de sa division dédiée aux parfums et cosmétiques en distribution sélective.

### Sites
Lancôme a d'abord installé son usine avenue Marceau à Courbevoie (Hauts-de-Seine) et sa première boutique au 29 rue du Faubourg-Saint-Honoré dans le 8e arrondissement de Paris.
La boutique de la rue du Faubourg-Saint-Honoré est devenue par la suite l'Institut Lancôme, lieu de soins.
Au début des années cinquante, le site de Courbevoie devenant trop petit, Armand Petitjean choisit Chevilly-Larue pour établir les nouveaux locaux de Lancôme. La première pierre est posée au début de 1957 et il faut attendre le 20 juin 1962 pour l'inauguration du "petit Versailles de la parfumerie" en présence de la Garde Républicaine, de personnalités politiques et parisiennes et pas moins de 1500 invités. Les bâtiments sont alors entourés d'une immense roseraie.
L'usine SICOS (pour Société Industrielle de Cosmétiques) est inaugurée à Caudry (Nord) en 1970.

### Partenariats
De 1970 à 2003, Lancôme est le partenaire d'un tournoi de golf professionnel, le Trophée des Champions qui devient rapidement le Trophée Lancôme. Il se déroule tous les ans à l'automne au golf de Saint-Nom-la-Bretèche et devient l'une des plus prestigieuses manifestations sportives, tant d'un point de vue sportif que people.

## Produits

### Parfums
- 1935 : 
  - Bocages
  - Conquête
  - Kypre
  - Tendres Nuits
  - Tropiques
  - Cachet Bleu (eau de cologne)
  - Étiquette Noire (eau de cologne)
- 1936 : Révolte (qui deviendra Cuir en 1939)
- 1937 :
  - Peut-Être
  - Gardénia
- 1938 : Flèches
- 1939 :
  - Chèvrefeuille
  - Cuir (nouveau nom de Révolte)
- 1943 : La Vallée Bleue
- 1945 : Lavandes
- 1946 : Marrakech (flacon signé Marc Lalique)
- 1947 :
  - Bel Automne
  - Joyeux Été
- 1950 : Magie
- 1952 :
  - Trésor
  - Plaisir 
  - Grâces du Printemps
- 1957 :
  - Envol
  - Flèches D'Or
- 1959 :
  - Spoutnik
  - Fêtes de l'Hiver
- 1967 : Climat
- 1968 : Balafre
- 1969 : Ô de Lancôme
- 1971 : Sikkim
- 1974 : Balafre Vert
- 1977 :
  - Arômes et Moi (collection)
  - Balafre Internationale
- 1978 : Magie Noire
- 1982 : Trophée Lancôme
- 1985 : Sagamore
- 1986 : Ô Intense
- 1990 : Trésor (nouveau flacon)
- 1995 : Poême
- 1996 : Ô pour Homme
- 1998 :
  - Chrysalide Now Or Never
  - Ô Oui !
  - Rouge
- 2000 :
  - Miracle
  - Aroma Tonic
  - Aroma Calm
- 2001 :
  - Miracle Homme
  - Aroma Fit
- 2003 :
  - Attraction
  - Connexion
  - Miracle Intense
  - Miracle L'Aquatonic
  - Aroma Source
  - Calypso
- 2004 :
  - Attraction le Parfum
  - Miracle So Magic !
- 2005 :
  - Hypnôse
  - Climat (réédition)
  - Attraction Summer (édition limitée)
  - Sagamore (réédition)
  - Sikkim (réédition)
  - Trésor 15e anniversaire (édition limitée)
- 2006 : Miracle Forever
- 2007 : Hypnôse Homme
- 2008 : Magnifique
- 2010 :
  - Trésor in Love
  - Ô d'Azur
- 2011 :
  - Trésor Midnight Rose
  - Ô de l'Orangerie
- 2012 : La Vie est belle
- 2015 : La Nuit Trésor

En 2014, La Vie est belle est le parfum pour femmes le plus vendu en France (5,3 % de part de marché) et détrône ainsi le parfum J'adore de Dior (marque du groupe LVMH) jusqu'alors leader en France. Sa position est la même l'année suivante avec toujours la première place en chiffre d'affaires. En 2023, La Vie est Belle remporte le prix de la "Meilleure marque durable" lors des Love Perfume Awards. 

### Soins
- 1936 : Nutrix
- 1955 : Océane
- 1965 : Absolue
- 1972 : Hydrix
- 1977 : Progrès
- 1986 : Niosôme
- 1989 : Noctosôme
- 1992 : Rénergie
- 1998 : Blanc Expert
- 2009 : Génifique
- 2011 : Visionnaire
- 2012 : Absolue L'Extrait

Hydra-Zen, UV Expert, High-Résolution, Bienfait Multivital, Secret de Vie, Vitabolic, Re-Surface, Primordiale, Teint Visionnaire, Dreamtone

### Maquillage
- 1938 : Rose de France (rouge à lèvres)
- 1951 : gamme Orfèvreries (Clé de Coquette, Ménestrel et Longue Vue)
- 1967 : Lancômatique (mascara)
- 2004 : Hypnôse (mascara)

## Communication

### Logos

Logo avec la rose dessous
Logo avec la rose sur le côté
Logo manuscrit
Logo actuel

### L'accent circonflexe
L'accent circonflexe ^ est important pour la communication de la marque. Il a tout de suite été inclus à la dénomination de Lancôme en remplacement du s muet de Lancosme, nom du château dans l'Indre dont elle est originaire. L'objectif est de donner une connotation plus française et plus chic, comme Vendôme et Brantôme à l'époque.
Il est présent dans la dénomination de nombreux produits : Niosôme, Noctosôme, la ligne Sôleil, Hypnôse...
Pour les 20 ans de l'usine de la marque à Caudry (Nord), SICOS devient SICÔS.

### La rose
Passionné par les roses, Armand Petitjean possédait sa propre roseraie. Il en fait le symbole de Lancôme en 1964.
La rose Lancôme existe réellement. Elle a été réalisée par Georges Delbard en 1974 par l'association d'un rose magenta et d'un rose mauve. D'une rare intensité, cette rose à la robe fuchsia a des propriétés de robustesse et d'adaptation. Elle est cultivée dans le village de Malicorne (Allier). Sa production, limitée à quelques milliers de plantes par an, est aujourd'hui assurée par Arnaud Delbard, petit-fils du créateur.

### Égéries
Les égéries connues de la marque sont  Nancy Duteil, Isabella Rossellini de 1983 à 2024, Marie Gillain, Cristiana Reali, Uma Thurman, Elettra Rossellini Wiedemann (en), Juliette Binoche, Anne Hathaway, Inés Sastre, Julia Roberts, Kate Winslet, Penelope Cruz, Emma Watson, Lily Collins, Daria Werbowy, Hanaa Ben Abdesslem, Zendaya, Lupita Nyong'o, Taylor Marie Hill, Virginie Efira et Aya Nakamura[réf. nécessaire].

## Impôt sur les sociétés
En septembre 2019, L'Oréal annonce que pour résoudre un contentieux fiscal de trois de ses filiales, dont Lancôme, l'entreprise verse au fisc français 320 millions d'euros.